# 이리와 안아줘
《이리와 안아줘》는 2018년 5월 16일부터 2018년 7월 19일까지 MBC에서 방송된 MBC 수목 미니시리즈이다.

## 등장 인물

### 주요 인물
- 장기용 : 채도진 / 윤나무(28세) 역 (아역 문우진, 남다름) - 경찰대 출신 경위. 싸이코패스 연쇄살인범을 아버지로 둔 경찰.
- 진기주 : 한재이 / 길낙원(28세) 역 (아역 옥예린, 류한비) - 대한민국 톱배우.
- 허준호 : 윤희재(50세) 역 - 싸이코패스 연쇄살인범. 나무의 친부.

### 채도진의 주변 인물
- 김경남 : 윤현무(30세) 역 (아역 김상우) - 도진의 이복형. 전과 7범.
- 서정연 : 채옥희(50세) 역 - 윤희재의 4번째 부인. 도진의 계모이자 소진의 친모.
- 최리 : 채소진(21세) 역 (아역 이예원) - 도진의 의붓동생. 헤어샵 보조.
- 이다인 : 이연지(26세) 역 - 도진의 경찰대 후배. 강남경찰서 경위.
- 권혁수 : 김종현(28세) 역 - 도진의 친구. 강남경찰서 경위.
- 민성욱 : 강남길 역 - 도진의 선배. 강남경찰서 경사.
- 정인기 : 고이석 역 - 도진의 상관. 강남경찰서 강력팀장. 계급은 경감.

### 한재이의 주변 인물
- 윤종훈 : 길무원(30세) 역 (아역 김정철, 정유안) - 낙원의 의붓오빠. 검사.
- 박수영 : 표택(46세) 역 - 재이의 매니저.
- 정다혜 : 천세경(33세) 역 - 대한민국 톱배우.
- 박경추 : 길성식 역 - 낙원과 무원의 아버지. 인권변호사. (특별출연)
- 박주미 : 지혜원 역 - 낙원과 무원의 어머니. 인기 배우. (특별출연)

### 그 외 인물
- 김서형 : 박희영(42세) 역 - 시사월간지 <시사라인> 기자. (특별출연)
- 윤지혜 : 한지호(38세) 역 - 레이디 포커스 기자.
- 신승렬
- 소준형
- 안찬웅
- 김왕근
- 유학승
- 권구남 : 남배우 역
- 임재근
- 박건락
- 이동용
- 김병철
- 김홍현
- 김효진
- 박성희
- 김제이
- 성현미
- 정대용
- 김형기
- 이재연
- 최효현
- 신연숙
- 설창희
- 박옥출
- 서희
- 윤여훈 : 주만 역
- 미석
- 장문규
- 김지은
- 홍승범 : 염지홍 역 - 윤희재의 추종자.
- 권혁수
- 유하복
- 강정구
- 배해선 : 전유라 역 - 윤희재의 추종자.
- 장준영
- 장준현
- 김지은
- 명민준
- 민대식
- 정명준
- 이선영
- 김오복 : 남기자 역
- 박은보
- 손성민
- 이현호
- 전정일 : 출판사 사장 역
- 김혜윤 : 천세경의 메이크업 스탭, 연실 역

### 특별출연
- 송영규
- 장광
- 장영
- 박슬기
- 주우재 : 강윤성 역

## 촬영지
- 화개중학교
- 경찰대학
- 합천영상테마파크
- 구 장흥교도소
- 동원대학교
- 서울대공원
- 이월드

## 시청률
최저 시청률과 최고 시청률은 시청률 조사회사와 지역별로 시청률에 차이가 있을 수 있습니다.
| 2018년 | 2018년   | 2018년         | 2018년       | 2018년         | 2018년       |
| 회차   | 방송일   | TNmS 시청률    | TNmS 시청률  | AGB 시청률     | AGB 시청률   |
| 회차   | 방송일   | 대한민국(전국) | 서울(수도권) | 대한민국(전국) | 서울(수도권) |
| ------ | -------- | -------------- | ------------ | -------------- | ------------ |
| 제1회  | 5월 16일 | 4.0%           | 4.2%         | 3.1%           | 3.4%         |
| 제2회  | 5월 16일 | 4.9%           | 5.1%         | 3.9%           | 4.3%         |
| 제3회  | 5월 17일 | 4.2%           | 4.4%         | 3.8%           | 4.1%         |
| 제4회  | 5월 17일 | 5.0%           | 5.3%         | 4.4%           | 4.7%         |
| 제5회  | 5월 23일 | 4.8%           | 4.9%         | 4.2%           | 4.4%         |
| 제6회  | 5월 23일 | 5.2%           | 5.5%         | 4.7%           | 5.3%         |
| 제7회  | 5월 24일 | 5.3%           | 5.6%         | 4.6%           | 5.0%         |
| 제8회  | 5월 24일 | 6.3%           | 6.7%         | 5.4%           | 5.9%         |
| 제9회  | 5월 30일 | 5.9%           | 6.4%         | 4.3%           | 5.2%         |
| 제10회 | 5월 30일 | 6.5%           | 6.9%         | 5.1%           | 6.0%         |
| 제11회 | 5월 31일 | 5.7%           | 6.0%         | 5.3%           | 6.3%         |
| 제12회 | 5월 31일 | 6.2%           | 6.6%         | 5.9%           | 7.1%         |
| 제13회 | 6월 6일  | 5.5%           | 5.8%         | 4.3%           | 4.5%         |
| 제14회 | 6월 6일  | 4.8%           | 5.1%         | 4.5%           | 4.9%         |
| 제15회 | 6월 14일 | 7.4%           | 7.5%         | 3.4%           | 3.6%         |
| 제16회 | 6월 14일 | 7.9%           | 8.6%         | 3.8%           | 4.2%         |
| 제17회 | 6월 21일 | 4.6%           | 4.9%         | 3.7%           | 3.8%         |
| 제18회 | 6월 21일 | 5.8%           | 6.2%         | 4.9%           | 4.9%         |
| 제19회 | 6월 28일 | 2.9%           | 3.0%         | 2.6%           | 2.7%         |
| 제20회 | 6월 28일 | 4.7%           | 4.9%         | 4.5%           | 4.8%         |
| 제21회 | 7월 4일  | 4.1%           | 4.3%         | 3.8%           | 4.0%         |
| 제22회 | 7월 4일  | 5.5%           | 5.7%         | 5.2%           | 5.6%         |
| 제23회 | 7월 5일  | 4.3%           | 4.4%         | 4.1%           | 4.5%         |
| 제24회 | 7월 5일  | 5.6%           | 6.0%         | 5.3%           | 5.7%         |
| 제25회 | 7월 11일 | 4.0%           | 4.1%         | 3.7%           | 3.9%         |
| 제26회 | 7월 11일 | 5.1%           | 5.4%         | 4.7%           | 5.0%         |
| 제27회 | 7월 12일 | 5.9%           | 6.2%         | 4.3%           | 4.6%         |
| 제28회 | 7월 12일 | 6.9%           | 7.5%         | 5.8%           | 5.8%         |
| 제29회 | 7월 18일 | 4.8%           | 5.0%         | 4.2%           | 4.5%         |
| 제30회 | 7월 18일 | 6.0%           | 6.7%         | 5.4%           | 5.8%         |
| 제31회 | 7월 19일 | 5.3%           | 5.5%         | 5.1%           | 5.6%         |
| 제32회 | 7월 19일 | 6.6%           | 7.1%         | 5.9%           | 6.5%         |

## 수상
- 2018년 제2회 더 서울어워즈 특별배우상 허준호
- 2018년 MBC 연기대상 드라마PC가 올해의 연기상 / 황금 연기상 허준호
- 2018년 MBC 연기대상 미니시리즈부문 남자 우수연기상 장기용
- 2018년 MBC 연기대상 청소년 아역상 류한비
- 2018년 MBC 연기대상 남자 신인상 김경남
- 2019년 제55회 백상예술대상 TV부문 남자 신인연기상 장기용

## 결방 사유 및 편성 변경
- 2018년 6월 7일 : 2018년 FIFA 월드컵 최종예선 축구평가전 《대한민국 VS 볼리비아》방송으로 인해 결방.
- 2018년 6월 13일 : 제7회 전국 동시 지방선거 개표방송 중계로 인해 결방.
- 2018년 6월 20일 : 2018년 FIFA 월드컵 B조 〈포르투갈 VS 모로코〉 중계방송으로 인해 결방.
- 2018년 6월 27일 : 2018년 FIFA 월드컵 F조 〈대한민국 VS 독일〉 중계방송으로 인해 결방.
- 2018년 6월 28일 : 2018년 FIFA 월드컵 H조 〈일본 VS 폴란드〉 중계방송으로 인해 밤 9시 30분으로 편성 변경 (19회, 20회)

## 동시간대 드라마
KBS 수목드라마
- 《당신의 하우스헬퍼》 (2018년 7월 4일 ~ 2018년 8월 29일)

SBS 수목드라마
- 《훈남정음》 (2018년 5월 23일 ~ 2018년 7월 19일)

## 같이 보기
- 대한민국의 텔레비전 드라마 목록 (ㅇ)
- 2018년 대한민국의 텔레비전 드라마 목록